# Tbiliski Uniwersytet Państwowy
Tbiliski Uniwersytet Państwowy im. Iwane Dżawachiszwilego (gruz. თბილისის ივანე ჯავახიშვილის სახელობის სახელმწიფო უნივერსიტეტი) – najstarsza i największa gruzińska uczelnia, zlokalizowana w Tbilisi. 
Uniwersytet został utworzony w 1918 roku, wśród jego twórców byli Iwane Dżawachiszwili, Ewtime Takaiszwili oraz Petre Melikiszwili, który został wybrany pierwszym rektorem. 
W czasach Gruzińskiej Socjalistycznej Republiki Radzieckiej uniwersytet nosił imię Józefa Stalina. W 1989 został przemianowany na Tbiliski Uniwersytet Państwowy im. Iwane Dżawachiszwilego.